# پلنتیشن آیلند، فلوریدا
پلنتیشن آیلند (به انگلیسی: Plantation Island) یک منطقهٔ مسکونی در ایالات متحده آمریکا است که در شهرستان کلیر، فلوریدا واقع شده‌است. پلنتیشن آیلند ۱٫۵۱ کیلومتر مربع مساحت و ۱۶۳ نفر جمعیت دارد و ۱٫۲۲ متر بالاتر از سطح دریا قرار دارد.